# Quatuor de Bordeaux
Le Quatuor de Bordeaux, quatuor à cordes composé de  Georges Carrère et Pierre Meynard (violonistes), Jean Feillou (altiste) et Louis Rosoor (violoncelliste), se constitue dans les années qui précédent la Seconde Guerre mondiale ; il se produit essentiellement à Bordeaux, notamment dans le cadre de concerts organisés par la Société de musique de chambre de cette ville, dans un répertoire allant de Mozart à Chausson . On peut également l'entendre à la T.S.F..